# 普莱努瓦
普莱努瓦（法語：Plesnois，法語發音：[plɛnwa]）是法国摩泽尔省的一个市镇，属于梅斯区。

## 地理
普莱努瓦（49°10'20"N, 6°6'21"E）面积3.11 平方千米，位于法国大東部大區摩泽尔省，该省份为法国东北部内陆省份，是洛林的一部分，西南接默尔特-摩泽尔省，东临下莱茵省，北与卢森堡和德国接壤。
与普莱努瓦接壤的市镇（或旧市镇、城区）包括：诺鲁瓦勒沃讷尔、索尔尼、瓦皮。

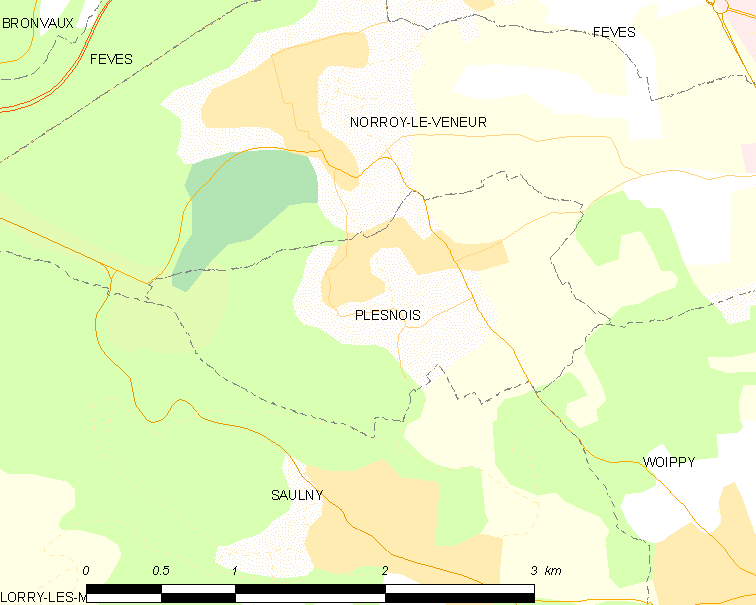
普莱努瓦的OSM定位图

普莱努瓦的时区为UTC+01:00、UTC+02:00（夏令时）。

## 行政
普莱努瓦的邮政编码为57140，INSEE市镇编码为57546。

## 政治
普莱努瓦所属的省级选区为龙巴县。

## 人口

1962-2008年间普莱努瓦人口变化图示

普莱努瓦于2022年1月1日时的人口数量为782人。